# Автошлях Т 1811
Автошля́х Т 1811 — автомобільний шлях територіального значення у Рівненській області. Пролягає територією Сарненського та Березнівського районів через Клесів — Михалин — Березне — Антонівку. Загальна довжина — 59,5 км.

## Маршрут
Автошлях проходить через такі населені пункти:
| Автошлях Т 1811     |         |
| Рівненська область  |         |
| Сарненський район   |         |
| Клесів              |         |
|                     | E373М07 |
| Гранітне            |         |
| Вири                |         |
| Ясногірка           |         |
| Чабель              |         |
| Березнівський район |         |
| Лінчин              |         |
| Михалин             |         |
| Березне             | Т 1812  |
| Кам'янка            |         |
| Антонівка           | Н25     |